# مطار لاسعانود
مطار لاسعانود الدولي (إيكاو: HCMP) هو مهبط طائرات في شمال غرب مدينة لاسعانود عاصمة محافظة سول المتنازع عليه بين بونتلاند وصوماليلاند .

## خلفية تاريخية
في عام 2010 حدثت خلافات في مطار لاسعانود حول استيراد مخدر القات ما أدى إلى نشوب قتال بين بعض عشائر دولبهانتي. 

## موقع المطار
يقع المطار في ضواحي مدينة لاسعانود، على بعد حوالي 10 كيلومتر (6.2 ميل) عن مركز المدينة. 

## أنظر أيضا
- النقل في الصومال
- قائمة مطارات الصومال